# クセニヤ・ストルボワ
クセニヤ・アンドレエヴナ・ストルボワ（ロシア語: Ксения Андреевна Столбова、ロシア語ラテン翻字: Ksenia Andreevna Stolbova、1992年2月7日 - ）は、ロシア出身の女子元フィギュアスケート選手（ペア）。パートナーはアンドレイ・ノボセロフ、ヒョードル・クリモフなど。
2014年ソチオリンピック銀メダリスト、団体戦金メダリスト。2014年世界選手権2位。2015年グランプリファイナル優勝。

## 経歴

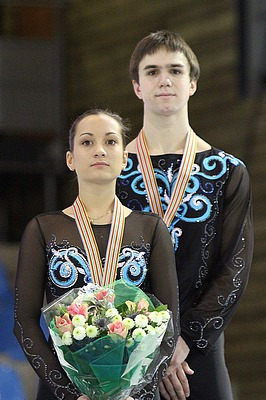
2010世界ジュニア選手権

2009年からヒョードル・クリモフとペアを組み、初めて出場した国際競技会となるISUジュニアグランプリ レークプラシッドで2位となり、ジュニアグランプリファイナルに進出。世界ジュニア選手権では3位の成績を修めた。
2010-2011シーズンはジュニアとシニアの掛け持ちのシーズンを送った。ジュニアグランプリ2戦では優勝し、ジュニアグランプリファイナルでは前年よりも順位を一つ順位を上げ2位となった。世界ジュニア選手権では前年の世界ジュニア選手権、そしてジュニアグランプリファイナルで敗れた高橋成美/マーヴィン・トラン組を上回り銀メダルを獲得した。
2011-2012シーズンより、シニアクラスへ完全移行。エリック・ボンパール杯のFSではジャンプの要素を全てでミスがあり、スピンやリフトでも失敗があるなど不安が残る内容となった。2度目の出場のロシア選手権では2位となった。試合終了時点では国際大会の代表には選ばれていなかったが、川口悠子/アレクサンドル・スミルノフ組の手術による欠場のため、補欠として欧州選手権への出場が決まった。試合では会心の出来の演技を披露し銅メダルを獲得。ロシアの表彰台独占に貢献した。
2012-2013シーズン、中国杯では3位、グランプリシリーズで初めてのメダルを獲得。ロシア選手権では2年連続の表彰台。当初は欧州選手権の代表に選ばれていなかったが、ベラ・バザロワ/ユーリ・ラリオノフ組の欠場のため、補欠として出場し6位。シーズン終了後にコーチをニーナ・モーゼルに変更した。
2013-2014シーズン、スケートアメリカで3位。ロステレコム杯はSP6位と出遅れるが、FSで初の130点台をマークし総合4位に順位を上げる。ロシア選手権では初優勝を果たした。欧州選手権ではSP・FS共に自己ベストを更新し初めて200点を突破。銀メダルを獲得した。ソチオリンピックの団体戦ではFSに出場し金メダルを獲得。個人戦ではSP・FSに自己ベストを更新し銀メダルを獲得した。初出場の世界選手権でも銀メダルを獲得した。
2014-2015シーズン、ロステレコム杯でグランプリシリーズ初優勝。エリック・ボンパール杯では開催地のフランスに合わせ、FSをフランス語ボーカルに変更し披露。連勝でグランプリファイナル初出場を決めた。ファイナルでも開催地に合わせスペイン語ボーカルバージョンでFSを披露し、銀メダルを獲得した。欧州選手権ではSPで首位に立ったものの、FSの最後のエレメンツであるスロー3回転サルコウの助走でクリモフが転倒するなどのミスで2位に順位を落とした。代表が決定していた世界選手権は次のシーズンへの準備のために欠場する。
2015-2016シーズン、スケートアメリカではSPでスロー3回転ルッツを転倒するなど精彩を欠き5位。FSではペア史上初めて3回転トウループ+3回転トウループ+2回転トウループのコンビネーションジャンプを成功させたが、最終順位は4位でメダルを逃した。ロステレコム杯では優勝。グランプリファイナルではSP1位、FSでは1人のジャッジからも、マイナス評価を受けない完璧な演技で大幅に自己ベストを更新し、優勝した。ロシア選手権はクリモフの背中の痛みを理由に欠場した。欧州選手権の代表に選出されたが、クリモフの練習中の肩の怪我で欠場を発表した。世界選手権では4位に終わった。
2016-2017シーズン、6月中旬にスケート靴を替えたことから左足首に神経の問題が生じ、深刻な炎症に発展した。それを理由にグランプリシリーズを欠場。ロシア選手権で試合に復帰し、0.93点差の接戦を制し3度目の優勝を果たした。欧州選手権では4年ぶりに表彰台を逃す4位。世界選手権のSPでは、3回転ツイストリフト・3回転スローフリップで転倒し、3回転トゥループでステップアウトするなどして13位スタート。FSでは3位で総合5位に順位を上げた。
2017-2018シーズン、グランプリシリーズでは2大会で銀メダルを獲得。グランプリファイナルでは4位。ロシア選手権と欧州選手権では同門のエフゲーニヤ・タラソワ/ウラジミール・モロゾフ組に後塵を拝し2位だった。一旦は平昌オリンピック代表は確実な状況だったが、IOCから出場を認められず、オリンピックへ出場への道は閉ざされた。出場予定だった世界選手権は右足の靭帯を断裂したために出場を辞退した。
シーズン終了後もクリモフとのペア続行を予定していたが、8月31日にペア解散が発表された。翌月にはアンドレイ・ノボセロフとのペア結成を発表。ノボセロフの所属国変更を理由にこのシーズンの競技会への出場はなかった。
2019-2020シーズン、ロステレコム杯では5位。ロシア選手権はノボセロフの脚の怪我により欠場した。
2020年2月12日、現役引退を発表した。

## 主な戦績
- 2019-2020シーズンからは アンドレイ・ノボセロフとのペア
- 2017-2018シーズンまでは ヒョードル・クリモフとのペア
- 2019-2020シーズンは アンドレイ・ノボセロフとのペア

| 大会/年              | 2011-12 | 2012-13 | 2013-14 | 2014-15 | 2015-16 | 2016-17 | 2017-18 | 2019-20 |
| -------------------- | ------- | ------- | ------- | ------- | ------- | ------- | ------- | ------- |
| 冬季オリンピック     |         |         | 2       |         |         |         |         |         |
| 世界選手権           |         |         | 2       |         | 4       | 5       |         |         |
| 欧州選手権           | 3       | 6       | 2       | 2       |         | 4       | 2       |         |
| ロシア選手権         | 2       | 3       | 1       | 1       |         | 1       | 2       |         |
| GPファイナル         |         |         |         | 2       | 1       |         | 4       |         |
| GP NHK杯             |         |         |         |         |         |         | 2       |         |
| GPロステレコム杯     | 4       |         | 4       | 1       | 1       |         | 2       | 5       |
| GPスケートアメリカ   |         |         | 3       |         | 4       |         |         |         |
| GPエリック杯         | 7       | 5       |         | 1       |         |         |         |         |
| GP中国杯             |         | 3       |         |         |         |         |         |         |
| CSゴールデンスピン   |         |         |         |         |         |         |         | WD      |
| CSフィンランディア杯 |         |         |         |         |         |         | 3       |         |
| CSネペラ杯           |         |         |         |         | 1       |         |         |         |
| ユニバーシアード     |         |         | 1       |         |         |         |         |         |
| ワルシャワ杯         |         |         | 1       |         |         |         |         |         |
| ババリアンオープン   |         | 1       |         |         |         |         |         |         |
| ニース杯             |         | 2       |         |         |         |         |         |         |

- 2008-2009シーズンまではアルトゥール・ミンチュクとのペア
- 2009-2010シーズンからはヒョードル・クリモフとのペア

| 大会/年               | 2007-08 | 2008-09 | 2009-10 | 2010-11 |
| --------------------- | ------- | ------- | ------- | ------- |
| ロシア選手権          |         | 11      |         | 6       |
| GPスケートアメリカ    |         |         |         | 5       |
| 世界Jr.選手権         |         |         | 3       | 2       |
| ロシアJr.選手権       | 10      |         | 1       | 1       |
| JGPファイナル         |         |         | 7       | 2       |
| JGPオーストリア杯     |         |         |         | 1       |
| JGPジョン・カリー記念 |         |         |         | 1       |
| JGPミンスクアイス     |         |         | 7       |         |
| JGPレークプラシッド   |         |         | 2       |         |

- J - ジュニアクラス

### 詳細
| 2019-2020 シーズン    |                                                  |         |          |          |
| 開催日                | 大会名                                           | SP      | FS       | 結果     |
| 2019年11月15日 - 17日 | ISUグランプリシリーズ ロステレコム杯（モスクワ） | 3 68.74 | 5 108.77 | 5 177.51 |

| 2017-2018 シーズン    |                                                          |         |          |          |
| 開催日                | 大会名                                                   | SP      | FS       | 結果     |
| 2018年1月17日 - 20日  | 2018年ヨーロッパフィギュアスケート選手権（モスクワ）     | 3 72.05 | 3 137.23 | 2 221.60 |
| 2017年12月7日 - 10日  | 2017/2018 ISUグランプリファイナル（名古屋）              | 4 75.15 | 5 136.11 | 4 209.26 |
| 2017年11月10日 - 12日 | ISUグランプリシリーズ NHK杯（大阪）                      | 2 75.05 | 2 147.69 | 2 222.74 |
| 2017年10月20日 - 22日 | ISUグランプリシリーズ ロステレコム杯（モスクワ）         | 2 71.39 | 2 133.04 | 2 204.43 |
| 2017年10月6日 - 8日   | ISUチャレンジャーシリーズ フィンランディア杯（エスポー） | 2 70.12 | 4 114.66 | 3 184.78 |

| 2016-2017 シーズン     |                                                          |          |          |          |
| 開催日                 | 大会名                                                   | SP       | FS       | 結果     |
| 2017年3月27日 - 4月2日 | 2017年世界フィギュアスケート選手権（ヘルシンキ）         | 13 65.69 | 3 141.03 | 5 206.72 |
| 2017年1月25日 - 29日   | 2017年ヨーロッパフィギュアスケート選手権（オストラヴァ） | 4 73.70  | 4 142.81 | 4 216.51 |
| 2016年12月20日 - 25日  | ロシアフィギュアスケート選手権（チェリャビンスク）       | 2 77.47  | 1 142.65 | 1 220.12 |

| 2015-2016 シーズン      |                                                                        |         |          |          |
| 開催日                  | 大会名                                                                 | SP      | FS       | 結果     |
| 2016年4月22日 - 24日    | 2016年コーセー・チームチャレンジカップ（スポケーン）                   | -       | 2 130.46 | 2 団体   |
| 2016年3月26日 - 4月3日  | 2016年世界フィギュアスケート選手権（ボストン）                         | 5 73.98 | 4 140.50 | 4 214.48 |
| 2015年12月9日 - 13日    | 2015/2016 ISUグランプリファイナル（バルセロナ）                        | 1 74.84 | 1 154.60 | 1 229.44 |
| 2015年11月20日 - 22日   | ISUグランプリシリーズ ロステレコム杯（モスクワ）                       | 1 75.45 | 1 139.25 | 1 214.70 |
| 2015年10月23日 - 25日   | ISUグランプリシリーズ スケートアメリカ（ミルウォーキー）               | 5 63.41 | 2 125.65 | 4 189.06 |
| 2015年9月30日 - 10月4日 | ISUチャレンジャーシリーズ オンドレイネペラトロフィー（ブラチスラヴァ） | 2 66.10 | 2 124.18 | 1 190.28 |

| 2014-2015 シーズン     |                                                            |         |          |          |
| 開催日                 | 大会名                                                     | SP      | FS       | 結果     |
| 2015年1月26日 - 2月1日 | 2015年ヨーロッパフィギュアスケート選手権（ストックホルム） | 1 71.38 | 2 129.73 | 2 201.11 |
| 2014年12月24日 - 28日  | ロシアフィギュアスケート選手権（ソチ）                     | 1 75.72 | 2 136.38 | 1 212.10 |
| 2014年12月11日 - 14日  | 2014/2015 ISUグランプリファイナル（バルセロナ）            | 2 72.33 | 2 141.39 | 2 213.72 |
| 2014年11月21日 - 23日  | ISUグランプリシリーズ エリック・ボンパール杯（ボルドー）   | 1 71.20 | 1 138.61 | 1 209.81 |
| 2014年11月14日 - 16日  | ISUグランプリシリーズ ロステレコム杯（モスクワ）           | 1 69.09 | 1 142.88 | 1 211.97 |

| 2013-2014 シーズン    |                                                        |         |          |          |
| 開催日                | 大会名                                                 | SP      | FS       | 結果     |
| 2014年3月24日 - 30日  | 2014年世界フィギュアスケート選手権（さいたま）         | 3 76.15 | 2 139.77 | 2 215.92 |
| 2014年2月6日 - 22日   | ソチオリンピック（ソチ）                               | 3 75.21 | 2 143.47 | 2 218.68 |
| 2014年2月6日 - 22日   | ソチオリンピック 団体戦（ソチ）                        | -       | 1 135.09 | 1 団体   |
| 2014年1月13日 - 19日  | 2014年ヨーロッパフィギュアスケート選手権（ブダペスト） | 4 70.90 | 1 137.08 | 2 207.98 |
| 2013年12月22日 - 27日 | ロシアフィギュアスケート選手権（ソチ）                 | 1 75.55 | 2 138.92 | 1 214.47 |
| 2013年12月9日 - 15日  | ユニバーシアード冬季競技大会（トレンティーノ）         | 1 70.01 | 1 128.86 | 1 198.87 |
| 2013年11月22日 - 24日 | ISUグランプリシリーズ ロステレコム杯（モスクワ）       | 6 57.20 | 3 130.90 | 4 188.10 |
| 2013年11月13日 - 17日 | 2013年ワルシャワ杯（ワルシャワ）                       | 1 64.64 | 1 128.27 | 1 192.91 |
| 2013年10月18日 - 20日 | ISUグランプリシリーズ スケートアメリカ（デトロイト）   | 3 64.80 | 3 122.55 | 3 187.35 |

| 2012-2013 シーズン    |                                                      |         |          |          |
| 開催日                | 大会名                                               | SP      | FS       | 結果     |
| 2013年2月6日 - 11日   | 2013年ババリアンオープン（オーベルストドルフ）       | 1 59.84 | 1 123.03 | 1 182.87 |
| 2013年1月23日 - 27日  | 2013年ヨーロッパフィギュアスケート選手権（ザグレブ） | 8 53.70 | 6 113.53 | 6 167.23 |
| 2012年12月24日 - 28日 | ロシアフィギュアスケート選手権（ソチ）               | 3 67.78 | 3 127.68 | 3 195.46 |
| 2012年11月16日 - 18日 | ISUグランプリシリーズ エリック・ボンパール杯（パリ） | 5 53.64 | 3 113.09 | 5 166.73 |
| 2012年11月2日 - 4日   | ISUグランプリシリーズ 中国杯（上海）                 | 5 56.66 | 3 115.89 | 3 172.55 |
| 2012年10月24日 - 28日 | 2012年ニース杯（ニース）                             | 3 48.32 | 1 106.72 | 2 155.04 |

| 2011-2012 シーズン    |                                                            |         |          |          |
| 開催日                | 大会名                                                     | SP      | FS       | 結果     |
| 2012年1月23日 - 29日  | 2012年ヨーロッパフィギュアスケート選手権（シェフィールド） | 3 58.66 | 3 113.15 | 3 171.81 |
| 2011年12月24日 - 28日 | ロシアフィギュアスケート選手権（サランスク）               | 3 58.46 | 2 123.67 | 2 182.13 |
| 2011年11月25日 - 27日 | ISUグランプリシリーズ ロステレコム杯（モスクワ）           | 4 51.73 | 5 97.93  | 4 149.66 |
| 2011年11月18日 - 20日 | ISUグランプリシリーズ エリック・ボンパール杯（パリ）       | 7 48.81 | 8 88.25  | 7 137.06 |

| 2010-2011 シーズン      |                                                            |         |          |          |
| 開催日                  | 大会名                                                     | SP      | FS       | 結果     |
| 2011年2月28日 - 3月6日  | 2011年世界ジュニアフィギュアスケート選手権（江陵）         | 3 54.21 | 2 105.39 | 2 159.60 |
| 2011年2月2日 - 4日      | ロシアジュニアフィギュアスケート選手権（カザン）           | 1 62.63 | 1 115.33 | 1 177.96 |
| 2010年12月25日 - 29日   | ロシアフィギュアスケート選手権（サランスク）               | 5 61.03 | 6 107.05 | 6 168.08 |
| 2010年12月9日 - 12日    | 2010/2011 ISUジュニアグランプリファイナル（北京）          | 2 49.63 | 2 100.91 | 2 150.54 |
| 2010年11月12日 - 14日   | ISUグランプリシリーズ スケートアメリカ（ポートランド）     | 5 53.73 | 6 105.76 | 5 159.49 |
| 2010年9月29日 - 10月2日 | ISUジュニアグランプリ ジョン・カリー記念（シェフィールド） | 1 54.17 | 2 97.47  | 1 151.64 |
| 2010年9月15日 - 18日    | ISUジュニアグランプリ オーストリア杯（グラーツ）           | 1 54.30 | 1 105.49 | 1 159.79 |

| 2009-2010 シーズン   |                                                            |         |          |          |
| 開催日               | 大会名                                                     | SP      | FS       | 結果     |
| 2010年3月9日 - 10日  | 2010年世界ジュニアフィギュアスケート選手権（デン・ハーグ） | 3 54.26 | 3 91.09  | 3 145.35 |
| 2010年2月3日 - 6日   | ロシアジュニアフィギュアスケート選手権（サランスク）       | 1 60.04 | 1 107.14 | 1 167.18 |
| 2009年12月3日 - 4日  | 2009/2010 ISUジュニアグランプリファイナル（東京）          | 3 48.90 | 8 73.29  | 7 122.19 |
| 2009年9月24日 - 26日 | ISUジュニアグランプリ ミンスクアイス（ミンスク）           | 2 49.52 | 8 74.48  | 7 124.00 |
| 2009年9月3日 - 5日   | ISUジュニアグランプリ レークプラシッド（レークプラシッド） | 2 47.53 | 5 81.97  | 2 129.50 |

| 2008-2009 シーズン    |                                          |          |          |           |
| 開催日                | 大会名                                   | SP       | FS       | 結果      |
| 2008年12月24日 - 28日 | ロシアフィギュアスケート選手権（カザン） | 11 40.38 | 11 69.85 | 11 110.23 |

| 2007-2008 シーズン     |                                                              |    |    |           |
| 開催日                 | 大会名                                                       | SP | FS | 結果      |
| 2008年1月30日 - 2月2日 | ロシアジュニアフィギュアスケート選手権（ロストフ・ナ・ドヌ） | 8  | 11 | 10 120.99 |

## プログラム使用曲
| シーズン  | SP | FS | EX |
| --------- | --- | --- | --- |
| 2019-2020 | Rebirth (featuring Natacha Atlas) by Hi-Finesse                                                                       | ピアノソナタ第14番 作曲：ルートヴィヒ・ヴァン・ベートーヴェン 演奏：Hidden Citizens                        | |
| 2017-2018 | Tango de Besame 演奏：Benise                                                                                          | カルメン組曲 作曲：ジョルジュ・ビゼー                                                                      | Please Don't Stop The Rain 曲：ジェイムス・モリソン                                                           |
| 2016-2017 | 月の光 作曲：クロード・ドビュッシー 振付：ユーリ・スメカロフ                                                          | Après la pluie Pomeriggio Lied guitare 作曲：ルネ・オーブリー 振付：ユーリ・スメカロフ、ニコライ・モロゾフ | アイネ・クライネ・ナハトムジーク 作曲：ヴォルフガング・アマデウス・モーツァルト                               |
| 2015-2016 | I Put a Spell On You 映画『フィフティ・シェイズ・オブ・グレイ』サウンドトラックより 作曲：アニー・レノックス          | Man and Shadow 映画『The Unknown Known』サウンドトラックより 作曲：ダニー・エルフマン                      | Losing ボーカル：マーク・スウェイHello 曲：アデル                                                             |
| 2014-2015 | 映画『グリーン・デスティニー』サウンドトラックより 作曲：タン・ドゥン 映画『LOVERS』サウンドトラックより 作曲：梅林茂 | ミュージカル『ノートルダム・ド・パリ』より 作曲：リシャール・コクシアント                                  | Only 曲：ニューシャStrange birds 曲：バーディーメモリーズ・オブ・ソチ                                         |
| 2013-2014 | Surrender 演奏：ジェシー・クック                                                                                      | 映画『アダムス・ファミリー』サウンドトラックより 作曲：マーク・シャイマン                                  | 映画『道』サウンドトラックより 作曲：ニーノ・ロータLaugh, I Nearly Died ミス・ユー 曲：ローリング・ストーンズ |
| 2012-2013 | 映画『インタビュー・ウィズ・ヴァンパイア』サウンドトラックより 作曲：エリオット・ゴールデンサール                     | 映画『アダムス・ファミリー』サウンドトラックより 作曲：マーク・シャイマン                                  | 映画『道』サウンドトラックより 作曲：ニーノ・ロータ月の光 作曲：クロード・ドビュッシー                        |
| 2011-2012 | ボレロモダンアレンジ 作曲：モーリス・ラヴェル                                                                         | だったん人の踊り 作曲：アレクサンドル・ボロディン                                                          | 映画『道』サウンドトラックより 作曲：ニーノ・ロータ                                                           |
| 2010-2011 | アストゥリアス 作曲：イサーク・アルベニス                                                                             | 映画『道』サウンドトラックより 作曲：ニーノ・ロータ                                                        | 月の光 作曲：クロード・ドビュッシー                                                                           |
| 2009-2010 | ロシアンファンタジー                                                                                                  | オリエンタルファンタジー                                                                                   | ブリーズ 曲：ピンク・フロイド                                                                                 |